# دوغلاس فيرنون
دوغلاس فيرنون (بالإنجليزية: Douglas Vernon)‏ (19 مايو 1905 في المملكة المتحدة - 26 مارس 1979 في المملكة المتحدة) هو لاعب كرة قدم بريطاني (وحمل سابقاً جنسية المملكة المتحدة لبريطانيا العظمى وأيرلندا) في مركز الهجوم. لعب مع نادي ساوثهامبتون وويكمب وندررز ونادي ليتون ‏.